# Carlos II de Parma
Carlos Luis de Borbón-Parma, también conocido con los nombres de Luis II de Etruria, Carlos Luis de Lucca y Carlos II de Parma, nació en el Palacio Real de Madrid, España, en 1799 y falleció en Niza, Francia, en 1883; Infante de España que fue duque de Parma y Plasencia desde el año 1847 hasta 1849, en que abdicó. Anteriormente fue rey de Etruria desde el año 1803 hasta 1807 y duque de Lucca desde 1824 hasta 1847.

## Biografía

### Orígenes familiares
Carlos II de Parma era hijo de Luis I de Parma y la infanta María Luisa de Borbón. El príncipe era nieto por vía paterna del duque Fernando I de Parma y de la archiduquesa María Amalia de Austria, mientras que por vía materna era nieto del rey Carlos IV de España y de la reina María Luisa de Parma, que era também sua tia-avó paterna.
Nació en el Palacio Real de Madrid, lugar de residencia de sus padres los príncipes de Parma, al ser su madre hija de Carlos IV de España. Fue bautizado el propio día de su nacimiento, siendo padrinos sus abuelos maternos, los reyes de España, Carlos IV y María Luisa de Parma.

### Rey de Etruria

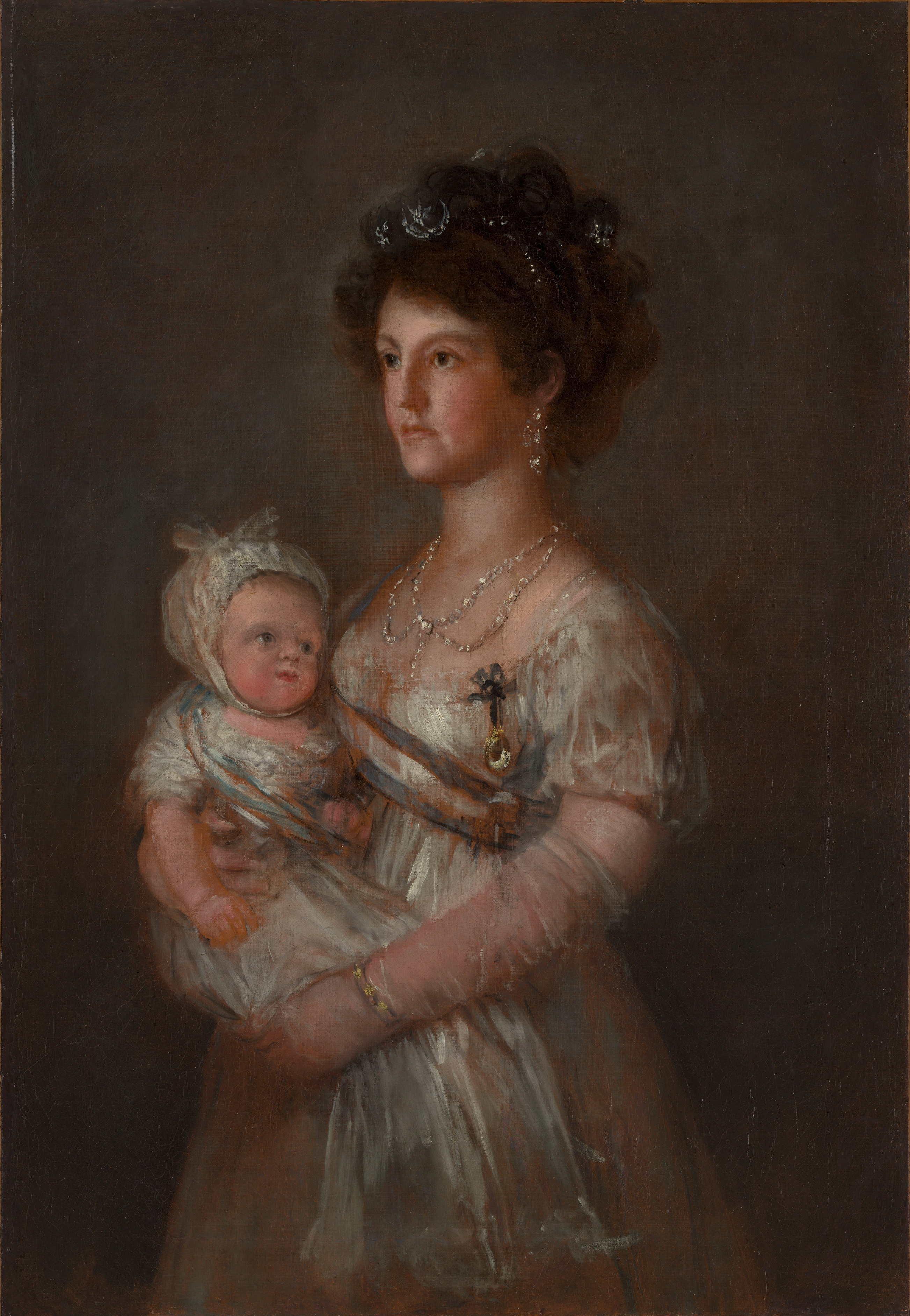
Carlos II de Parma en brazos de su madre María Luisa de Borbón. Goya, 1800.

Carlos II fue nombrado el 27 de mayo de 1803, a la edad de cuatro años, rey de Etruria bajo la regencia de su madre, la infanta María Luisa de Borbón. El Reino de Etruria fue una invención de la diplomacia napoleónica y el 10 de diciembre del año 1807 fue desposeído del título y el reino fue conquistado por Napoleón Bonaparte y lo integró al Reino de Italia. María Luisa y Carlos tuvieron que trasladarse a la Corte de Madrid, donde mantuvieron la promesa de Napoleón de garantizarles un trono al reino de nueva creación de la Lusitania Septentrional (norte de Portugal).

### Ducado de Lucca

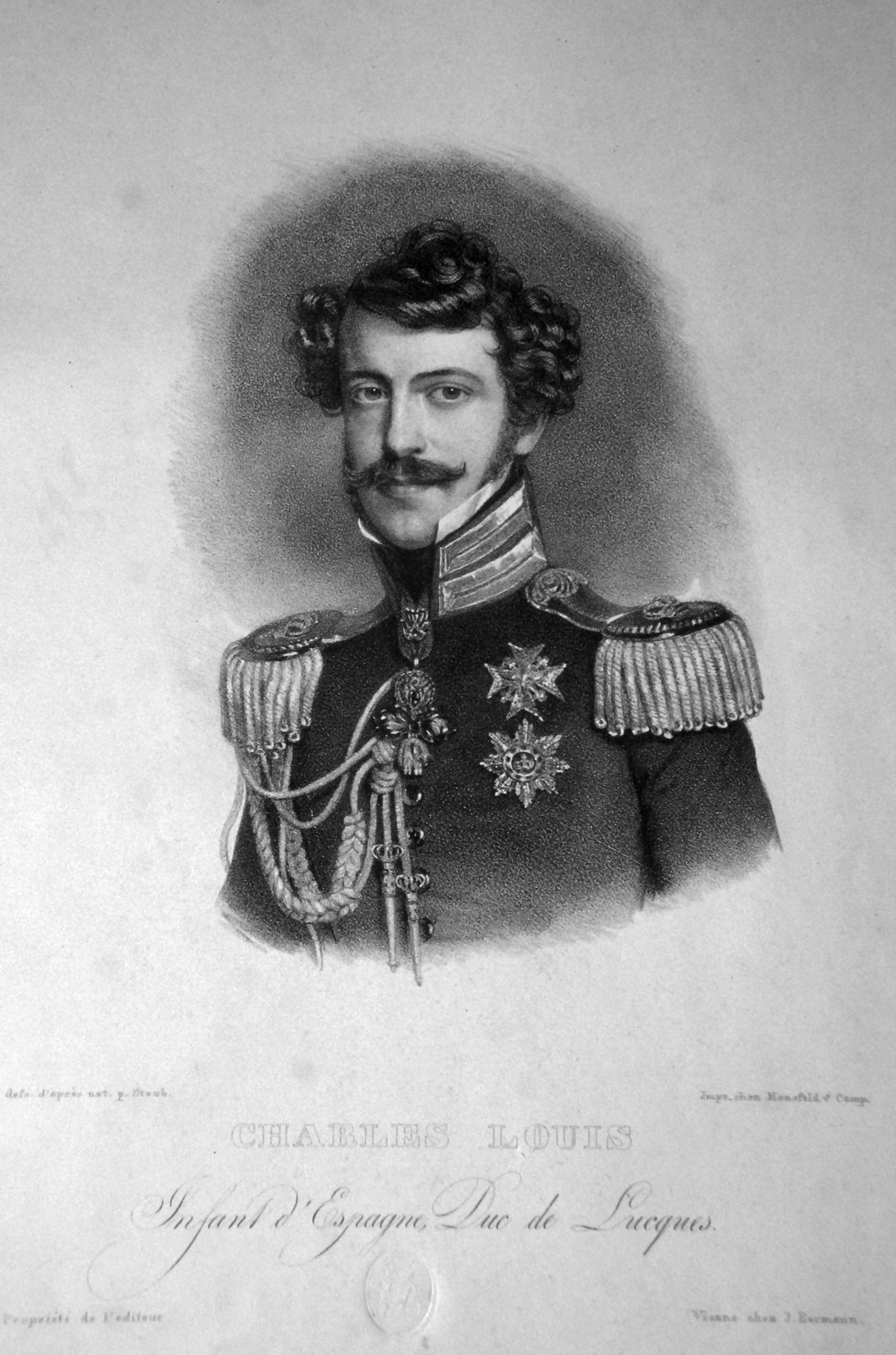
Carlos Luis, Infante de España, Duque de Lucca. Litografía de Andreas Staub.

Con la derrota de Napoleón y la celebración del Congreso de Viena, el ducado de Parma fue entregado de forma vitalicia a la archiduquesa María Luisa de Austria, viuda de Napoleón e hija del emperador Francisco I de Austria. El nuevo ducado sería entregado a los Borbón-Parma a la muerte de la archiduquesa. Mientras tanto, a los Parma se les entrega un pequeño ducado de nueva creación al norte de la Toscana, el Ducado de Lucca que con la muerte de Carlos se reintegrará de nuevo en el Gran Ducado de Toscana. No reconoció a su prima Isabel II como reina de España, situándose entre los partidarios de Carlos María Isidro de Borbón. Por este motivo le fue suspendida la pensión que percibía como infante de España el 19 de octubre de 1834 y le fueron embargadas las encomiendas de la orden de Santiago de que disfrutaba.
El 4 de octubre de 1847 renuncia a la soberanía del ducado de Luca que es incorporado al gran ducado de Toscana. La negociación es llevada a cabo por su ministro y hombre de confianza de origen británico, Thomas Ward.

### Candidato al trono del Río de la Plata
En 1815, la situación del proceso emancipador en América del Sur se encontraba bajo la amenaza concreta de su derrota, luego de los triunfos de los ejércitos realistas en el Alto Perú. El Congreso de  Tucumán, convocado para tratar la independencia de las Provincias Unidas del Río de la Plata y su forma de gobierno, tuvo intensos debates en su seno, porque un grupo de diputados, con el apoyo de los Generales José de San Martín y Manuel Belgrano, sostenían la necesidad de instaurar una monarquía parlamentaria. Entre las opciones de una monarquía a cuyo frente sería entronizado un descendiente de los incas, o la forma republicana, el director Supremo Juan Martín de Pueyrredón encomendó al agente diplomático argentino, Valentín Gómez, contactar a la corte francesa a fin de interesarla en la candidatura de un príncipe de la casa de Borbón.
El nombre sugerido fue el del príncipe heredero de Lucca, en virtud de su parentesco con Fernando VII de España y sus vínculos con las monarquías francesa y austríaca. Las negociaciones con el gobierno francés avanzaron hasta el punto que la constitución de las Provincias Unidas del Río de la Plata adoptaron un sistema político cercano a la monarquía constitucional centralista, en 1819. El proyecto sostenido por el gobierno de Buenos Aires era proponer a Carlos de Borbón, príncipe de Lucca, como rey del Río de la Plata y consolidar el acercamiento con el Reino de Portugal, mediante su matrimonio con una infanta portuguesa. Sin embargo, al conocerse estas negociaciones, los caudillos de las provincias se opusieron a ello, provocando la guerra civil que culminaría con la batalla de Cepeda, el 1 de febrero de 1820, lo que significó el fin del Directorio de las Provincias del Río de la Plata y de las tentativas monárquicas en el Cono Sur.

### Retorno a Parma y exilio
Dos meses después, el 17 de diciembre de 1847 María Luisa de Austria muere en Parma. En consecuencia, Carlos Luis sucede como duque de Parma como Carlos II. Un año después, Carlos II tiene que abdicar como consecuencia de las revoluciones liberales en favor de su hijo el duque Carlos III de Parma. Se instala en la ciudad de Niza, donde muere el 16 de marzo de 1883.

## Nupcias y descendientes

Escudo personal del infante Carlos Luis como duque de Lucca y Caballero de Santiago.

Se casa el 5 de septiembre de 1820 en Turín con la princesa María Teresa de Saboya, hija del rey Víctor Manuel I de Cerdeña y de la archiduquesa María Teresa de Austria-Este. El matrimonio tuvo dos hijos:
- La princesa Luisa de Borbón-Parma, nacida en Lucca en 1821 y muerta en Lucca en 1823.
- Carlos III de Parma, nacido en 1823 en Lucca y muerto en 1854 en Parma. Se casó con la princesa Luisa María Teresa de Artois.

## Títulos, órdenes y empleos

### Títulos y tratamientos
| ● 22 de diciembre de 1799-27 de mayo de 1803:   | Su alteza real el infante Carlos Luis de Parma                 |
| ● 27 de mayo de 1803-10 de diciembre de 1807:   | Su majestad el rey de Etruria                                  |
| ● 10 de diciembre de 1807-9 de junio de 1815:   | Su alteza real el infante Carlos Luis de Parma                 |
| ● 9 de junio de 1815-13 de marzo de 1824:       | Su alteza real el príncipe heredero de Luca, infante de España |
| ● 13 de marzo de 1824-4 de octubre de 1847:     | Su alteza real el duque de Luca, infante de España             |
| ● 4 de octubre de 1847-17 de diciembre de 1847: | Su alteza real el infante de España, duque de Lucca            |
| ● 17 de diciembre de 1847-17 de mayo de 1849:   | Su alteza real el duque de Parma y Piacenza.                   |
| ● 17 de mayo de 1849-16 de marzo de 1883:       | Su alteza real el conde de Villafranca, infante de España      |

### Órdenes

#### Ducado de Parma
- 17 de enero de 1848 -  17 de mayo de 1849: Gran maestre de la Sagrada Orden Militar Constantiniana de San Jorge.[15]
- Gran maestre de la Orden del Mérito bajo el título de San Luis.

#### Reino de España
- 22 de diciembre de 1799: Caballero de la Orden del Toisón de Oro.[1] (n.º 848) (Reino de España)
- 22 de diciembre de 1799: Caballero gran cruz de la Orden de Carlos III.[1]
- Orden de Santiago.[16] (Reino de España)
  - Comendador Mayor de Castilla.
  - Caballero.

#### Ducado de Lucca
- Soberano y fundador de la Condecoración de San Jorge para el mérito militar.[17]
- Soberano y fundador de la Condecoración para el mérito civil bajo el título de San Luis.[18]

#### Extranjeras
- 1816: Caballero de la Orden del Espíritu Santo.[19] ( Reino de Francia)
- 1816: Caballero de la Orden de San Miguel.[20] ( Reino de Francia)
- Caballero de la Orden de San Jenaro.[21][22] ( Reino de las Dos Sicilias)
- Caballero Gran Cruz de la Real Orden de San Fernando y del Mérito.[21][23] ( Reino de las Dos Sicilias)
- 8 de septiembre de 1820: Caballero de la Suprema Orden de la Santísima Anunciación.[24] ( Reino de Cerdeña)
- Caballero gran cruz de la Orden de San Esteban de Hungría.[25] ( Imperio austríaco)
- 1825: Caballero de la Orden de la Corona de Ruda.[26] ( Reino de Sajonia)
- Bailío gran cruz de honor y devoción de la Orden de San Juan de Jerusalén (vulgo de Malta).[27] ( Orden de Malta)
- Caballero gran cruz de la Orden del Santo Sepulcro de Jerusalén.[28]

### Empleos
- Coronel propietario (Inhaber) del Imperial y Real Regimiento de infantería n.º 24 (Galiziano) del Ejército Imperial y Real.[29] (Imperio austríaco)

## Obras
En su infancia, el infante don Carlos Luis participó junto a sus preceptores en la traducción de la obra del jesuita Andrés Mendo: Principe perfecto y ministros aiustados: documentos politicos y morales ; en emblemas publicada en Salamanca en 1657.
- Il principe perfetto e ministri adattati: documenti politici e morali corredati d'emblemi, Roma, 1816.

## Ancestros
|  |                                                    |  |  |  |  |  |  |  |  |  |  |  |  |  |  |  |
|  | 16. Felipe V de España (= 24, 28)                  |  |  |  |  |  |  |  |  |  |  |  |  |  |  |  |
|  |                                                    |  |  |  |  |  |  |  |  |  |  |  |  |  |  |  |
|  |                                                    |  |  |  |  |  |  |  |  |  |  |  |  |  |  |  |
|  | 8. Felipe I de Parma (=14)                         |  |  |  |  |  |  |  |  |  |  |  |  |  |  |  |
|  |                                                    |  |  |  |  |  |  |  |  |  |  |  |  |  |  |  |
|  |                                                    |  |  |  |  |  |  |  |  |  |  |  |  |  |  |  |
|  | 17. Isabel de Farnesio (= 25, 29)                  |  |  |  |  |  |  |  |  |  |  |  |  |  |  |  |
|  |                                                    |  |  |  |  |  |  |  |  |  |  |  |  |  |  |  |
|  |                                                    |  |  |  |  |  |  |  |  |  |  |  |  |  |  |  |
|  | 4. Fernando I de Parma                             |  |  |  |  |  |  |  |  |  |  |  |  |  |  |  |
|  |                                                    |  |  |  |  |  |  |  |  |  |  |  |  |  |  |  |
|  |                                                    |  |  |  |  |  |  |  |  |  |  |  |  |  |  |  |
|  | 18. Luis XV de Francia (= 30)                      |  |  |  |  |  |  |  |  |  |  |  |  |  |  |  |
|  |                                                    |  |  |  |  |  |  |  |  |  |  |  |  |  |  |  |
|  |                                                    |  |  |  |  |  |  |  |  |  |  |  |  |  |  |  |
|  | 9. Luisa Isabel de Borbón (= 15)                   |  |  |  |  |  |  |  |  |  |  |  |  |  |  |  |
|  |                                                    |  |  |  |  |  |  |  |  |  |  |  |  |  |  |  |
|  |                                                    |  |  |  |  |  |  |  |  |  |  |  |  |  |  |  |
|  | 19. María Leszczyńska (= 31)                       |  |  |  |  |  |  |  |  |  |  |  |  |  |  |  |
|  |                                                    |  |  |  |  |  |  |  |  |  |  |  |  |  |  |  |
|  |                                                    |  |  |  |  |  |  |  |  |  |  |  |  |  |  |  |
|  | 2. Luis I de Etruria                               |  |  |  |  |  |  |  |  |  |  |  |  |  |  |  |
|  |                                                    |  |  |  |  |  |  |  |  |  |  |  |  |  |  |  |
|  |                                                    |  |  |  |  |  |  |  |  |  |  |  |  |  |  |  |
|  | 20. Leopoldo I de Lorena                           |  |  |  |  |  |  |  |  |  |  |  |  |  |  |  |
|  |                                                    |  |  |  |  |  |  |  |  |  |  |  |  |  |  |  |
|  |                                                    |  |  |  |  |  |  |  |  |  |  |  |  |  |  |  |
|  | 10. Francisco I del Sacro Imperio Romano Germánico |  |  |  |  |  |  |  |  |  |  |  |  |  |  |  |
|  |                                                    |  |  |  |  |  |  |  |  |  |  |  |  |  |  |  |
|  |                                                    |  |  |  |  |  |  |  |  |  |  |  |  |  |  |  |
|  | 21. Isabel Carlota de Borbón-Orleans               |  |  |  |  |  |  |  |  |  |  |  |  |  |  |  |
|  |                                                    |  |  |  |  |  |  |  |  |  |  |  |  |  |  |  |
|  |                                                    |  |  |  |  |  |  |  |  |  |  |  |  |  |  |  |
|  | 5. María Amelia de Habsburgo-Lorena                |  |  |  |  |  |  |  |  |  |  |  |  |  |  |  |
|  |                                                    |  |  |  |  |  |  |  |  |  |  |  |  |  |  |  |
|  |                                                    |  |  |  |  |  |  |  |  |  |  |  |  |  |  |  |
|  | 22. Carlos VI del Sacro Imperio Romano Germánico   |  |  |  |  |  |  |  |  |  |  |  |  |  |  |  |
|  |                                                    |  |  |  |  |  |  |  |  |  |  |  |  |  |  |  |
|  |                                                    |  |  |  |  |  |  |  |  |  |  |  |  |  |  |  |
|  | 11. María Teresa I de Austria                      |  |  |  |  |  |  |  |  |  |  |  |  |  |  |  |
|  |                                                    |  |  |  |  |  |  |  |  |  |  |  |  |  |  |  |
|  |                                                    |  |  |  |  |  |  |  |  |  |  |  |  |  |  |  |
|  | 23. Isabel Cristina de Brunswick-Wolfenbüttel      |  |  |  |  |  |  |  |  |  |  |  |  |  |  |  |
|  |                                                    |  |  |  |  |  |  |  |  |  |  |  |  |  |  |  |
|  |                                                    |  |  |  |  |  |  |  |  |  |  |  |  |  |  |  |
|  | 1. Carlos II de Parma                              |  |  |  |  |  |  |  |  |  |  |  |  |  |  |  |
|  |                                                    |  |  |  |  |  |  |  |  |  |  |  |  |  |  |  |
|  |                                                    |  |  |  |  |  |  |  |  |  |  |  |  |  |  |  |
|  | 24. Felipe V de España (=16, 28)                   |  |  |  |  |  |  |  |  |  |  |  |  |  |  |  |
|  |                                                    |  |  |  |  |  |  |  |  |  |  |  |  |  |  |  |
|  |                                                    |  |  |  |  |  |  |  |  |  |  |  |  |  |  |  |
|  | 12. Carlos III de España                           |  |  |  |  |  |  |  |  |  |  |  |  |  |  |  |
|  |                                                    |  |  |  |  |  |  |  |  |  |  |  |  |  |  |  |
|  |                                                    |  |  |  |  |  |  |  |  |  |  |  |  |  |  |  |
|  | 25. Isabel de Farnesio (=17, 29)                   |  |  |  |  |  |  |  |  |  |  |  |  |  |  |  |
|  |                                                    |  |  |  |  |  |  |  |  |  |  |  |  |  |  |  |
|  |                                                    |  |  |  |  |  |  |  |  |  |  |  |  |  |  |  |
|  | 6. Carlos IV de España                             |  |  |  |  |  |  |  |  |  |  |  |  |  |  |  |
|  |                                                    |  |  |  |  |  |  |  |  |  |  |  |  |  |  |  |
|  |                                                    |  |  |  |  |  |  |  |  |  |  |  |  |  |  |  |
|  | 26. Augusto III de Polonia                         |  |  |  |  |  |  |  |  |  |  |  |  |  |  |  |
|  |                                                    |  |  |  |  |  |  |  |  |  |  |  |  |  |  |  |
|  |                                                    |  |  |  |  |  |  |  |  |  |  |  |  |  |  |  |
|  | 13. María Amalia de Sajonia                        |  |  |  |  |  |  |  |  |  |  |  |  |  |  |  |
|  |                                                    |  |  |  |  |  |  |  |  |  |  |  |  |  |  |  |
|  |                                                    |  |  |  |  |  |  |  |  |  |  |  |  |  |  |  |
|  | 27. María Josefa de Austria                        |  |  |  |  |  |  |  |  |  |  |  |  |  |  |  |
|  |                                                    |  |  |  |  |  |  |  |  |  |  |  |  |  |  |  |
|  |                                                    |  |  |  |  |  |  |  |  |  |  |  |  |  |  |  |
|  | 3. María Luisa de Borbón                           |  |  |  |  |  |  |  |  |  |  |  |  |  |  |  |
|  |                                                    |  |  |  |  |  |  |  |  |  |  |  |  |  |  |  |
|  |                                                    |  |  |  |  |  |  |  |  |  |  |  |  |  |  |  |
|  | 28. Felipe V de España (= 16, 24)                  |  |  |  |  |  |  |  |  |  |  |  |  |  |  |  |
|  |                                                    |  |  |  |  |  |  |  |  |  |  |  |  |  |  |  |
|  |                                                    |  |  |  |  |  |  |  |  |  |  |  |  |  |  |  |
|  | 14. Felipe I de Parma (= 8)                        |  |  |  |  |  |  |  |  |  |  |  |  |  |  |  |
|  |                                                    |  |  |  |  |  |  |  |  |  |  |  |  |  |  |  |
|  |                                                    |  |  |  |  |  |  |  |  |  |  |  |  |  |  |  |
|  | 29. Isabel de Farnesio (=17, 25)                   |  |  |  |  |  |  |  |  |  |  |  |  |  |  |  |
|  |                                                    |  |  |  |  |  |  |  |  |  |  |  |  |  |  |  |
|  |                                                    |  |  |  |  |  |  |  |  |  |  |  |  |  |  |  |
|  | 7. María Luisa de Parma                            |  |  |  |  |  |  |  |  |  |  |  |  |  |  |  |
|  |                                                    |  |  |  |  |  |  |  |  |  |  |  |  |  |  |  |
|  |                                                    |  |  |  |  |  |  |  |  |  |  |  |  |  |  |  |
|  | 30. Luis XV de Francia (= 18)                      |  |  |  |  |  |  |  |  |  |  |  |  |  |  |  |
|  |                                                    |  |  |  |  |  |  |  |  |  |  |  |  |  |  |  |
|  |                                                    |  |  |  |  |  |  |  |  |  |  |  |  |  |  |  |
|  | 15. Luisa Isabel de Borbón (= 9)                   |  |  |  |  |  |  |  |  |  |  |  |  |  |  |  |
|  |                                                    |  |  |  |  |  |  |  |  |  |  |  |  |  |  |  |
|  |                                                    |  |  |  |  |  |  |  |  |  |  |  |  |  |  |  |
|  | 31. María Leszczyńska (= 19)                       |  |  |  |  |  |  |  |  |  |  |  |  |  |  |  |
|  |                                                    |  |  |  |  |  |  |  |  |  |  |  |  |  |  |  |
|  |                                                    |  |  |  |  |  |  |  |  |  |  |  |  |  |  |  |